# Yoake Umarekuru Shoujo
"Yoake Umarekuru Shojo"(夜明け生まれ来る少女, Cô gái sinh ra vào lúc bình minh) là đĩa đơn thứ 18 của Yoko Takahashi. Bài hát này được phát hành bởi Geneon Entertainment vào ngày 26 tháng 10 năm 2005. Bài hát chủ đề "Yoake Umarekuru Shoujo" được chỉ định làm nhạc nền cho nửa đầu của anime truyền hình "Shakugan no Shana".